# La Selva de Mar
La Selva de Mar is een gemeente in de Spaanse provincie Girona in de regio Catalonië met een oppervlakte van 7 km². La Selva de Mar telt 188 inwoners (1 januari 2016).

## Demografische ontwikkeling
Bron: INE, 1857-2011: volkstellingen